# 龙观牌坊群
龙观牌坊群位于中国浙江省宁波市海曙区龙观乡，由一亭二坊组成，2002年公布为鄞州区文物保护单位，2018年12月28日因行政区划调整公布为海曙区文物保护单位。

## 组成
龙观牌坊群由以下牌坊和亭组成：:332

### 节孝亭
位于龙观乡大路村村办公楼东侧，建于清道光年间，南北向，为歇山顶石构建筑，简瓦骑缝，屋脊两端饰有吻兽，建筑面积5.8平方米，檐下中竖雕龙“圣旨”匾额，两旁额上刻有监事官姓名，正方形亭柱四周围筑青石栏杆，柱上刻对联，亭中立石碑一块。

### 双节坊
位于龙观乡桓村桓村自然村，建于清嘉庆十年（1805年），为四柱三间三楼重檐歇山顶仿木建筑，高6.4米，宽5.1米，楼顶正脊两端饰有龙鱼纹吻兽，檐下斗拱梁枋以仿木装饰，檐角起翘，阳面竖有龙饰“圣旨”匾额，为阴刻。额枋横书阴刻“双节坊”三字。

### 四明山坊
位于龙观乡潘溪村外牌楼水库尽头南坡，建于明万历三年（1575年），坐西朝东，双柱单开间，面宽3.8米，现存高3.8米，柱脚各有一对抱鼓石支撑，阳面枋额用双构线刻“四明山”字样，背面浮雕双龙戏珠，栏额下有雀替，普柏枋下沿雕有托莲纹，原为歇山顶构筑，现普柏枋以上已毁，牌坊前1公里处为原彰圣寺，为彰圣寺的配套建筑。